# Opisthothelae
Opisthothelae – podrząd pająków charakteryzujących się niesegmentowanym odwłokiem. W zależności od ustawienia szczękoczułków wyróżnia się dwa infrarzędy: ptaszników i Araneomorphae.
Opisthothelae czasami przedstawiany jest jako klad bez rangi, a czasami jako podrząd wewnątrz Araneae. W tym ostatnim przypadku, Mygalomorphae i Araneomorphae są zaklasyfikowane w randze infrarzędów.
Stosunkowo niedawne wyróżnienie tego taksonu zostało uzasadnione koniecznością odróżnienia tych pająków od Mesothelae, które wykazują o wiele bardziej prymitywne cechy. Główne cechy odróżniające  Mesothelae i Opisthothelae to:
- występowanie sklerytu grzbietowego (tergit) na odwłoku u Mesothelae; brak u Opisthothelae;
- niemal całkowity brak zwojów w odwłoku u Opisthothelae;
- niemal przyśrodkowe położenie gruczołów przędnych u Mesothelae w porównaniu do końcowego położenia tych gruczołów u Opistothelae;
- brak gruczołów jadowych u większości gatunków Mesothelae.

Wśród Opisthothelae, kolce jadowe Mygalomorphae biegną prosto w dół z przodu otworu gębowego i pozwalają jedynie na chwycenie zdobyczy od góry i od dołu, podczas gdy u Araneomorphae zwrócone są ku sobie, jak kleszcze, co pozwala na bardziej zdecydowany chwyt. Trudno jest odróżnić Araneomorphae i Mygalomorphae na pierwszy rzut oka, chyba że okazy są wystarczająco duże, aby umożliwić natychmiastowe sprawdzenie kłów.

## Systematyka
- Podrząd: Opisthothelae
  - Infrarząd: Mygalomorphae – ptaszniki
  - Infrarząd: Araneomorphae (syn. Labidognatha)